# سامانا، هند
سامانا (به انگلیسی: Samana) یک منطقهٔ مسکونی در هند است که در بخش پتیاله واقع شده‌است. سامانا ۵۴٬۰۷۲ نفر جمعیت دارد و ۲۴۰ متر بالاتر از سطح دریا واقع شده‌است.